# Glue Code
Glue Code ist Programmcode, der keinerlei Funktionalität zum Erreichen der Programmziele beiträgt, sondern ausschließlich dem „Zusammenkleben“ verschiedener Teile des Programmcodes dient, die sonst nicht kompatibel wären. Glue Code wird oft zum Interagieren vorhandener Programmbibliotheken oder Programme benutzt, wie in mehrsprachigen Funktionsschnittstellen zum Beispiel dem Java Native Interface, oder zum Abbilden von Objekten zu einer Datenbank mit objektrelationaler Abbildung. Aber auch beim Integrieren von zwei oder mehr Commercial-off-the-shelf-Programmen.